# Wilhelmine Berger
Wilhelmine Berger, auch Minna Berger, geborene Wilhelmine Pichler (* 22. Februar 1805 in Bayreuth; † 16. Oktober 1837 in Bremen) war eine deutsche Theaterschauspielerin.

## Leben, Wirken und Tod
Wilhelmine Berger war die Tochter des Schauspieldirektors August Pichler, der ihr auch den ersten Unterricht für die Bühne erteilte. Als sie 1822 mit bestem Erfolg das Braunschweiger Hoftheater betrat, bildete Ernst August Friedrich Klingemann sie noch weiter für das gewählte Fach der Liebhaberinnen aus; sie wirkte dahingehend bis 1832. Sie gilt als das erste Gretchen in Goethes Faust auf der deutschen Bühne (19. Januar 1829). Wilhelmine Berger vermählte sich 1824 mit dem Schauspieler und Sänger Carl Philipp Berger. Ihr nächstes Engagement war in Berlin am Königstädter Theater, welches sie wegen mangelnder Beschäftigung im Jahr 1833 wieder verließ. Berger wurde daraufhin Mitglied des Breslauer Theaters, von wo aus sie nach Bremen engagiert werden sollte. Auf der Reise dahin muss sie sich eine arge Erkältung zugezogen haben, denn sie erkrankte plötzlich und starb wenige Tage nach ihrer Ankunft in Bremen an Schlagfluss.